# 天主教薩拉特-坎帕納教區
天主教薩拉特-坎帕納教區（拉丁語：Dioecesis Zaratensis-Campanensis）是阿根廷一個羅馬天主教教區，屬梅塞德斯-路嫻總教區。
教區成立於1976年3月27日，位於布宜諾斯艾利斯省北部七縣。2004年有教友636,000人（佔轄區總人口90.9%）、卅二個堂區、八十七名司鐸。現任教區主教為伯多祿·瑪利亞·拉薩格，榮休主教為辣法耳·義祿·雷和奧斯卡·道明·薩林加。